# Zeglingen

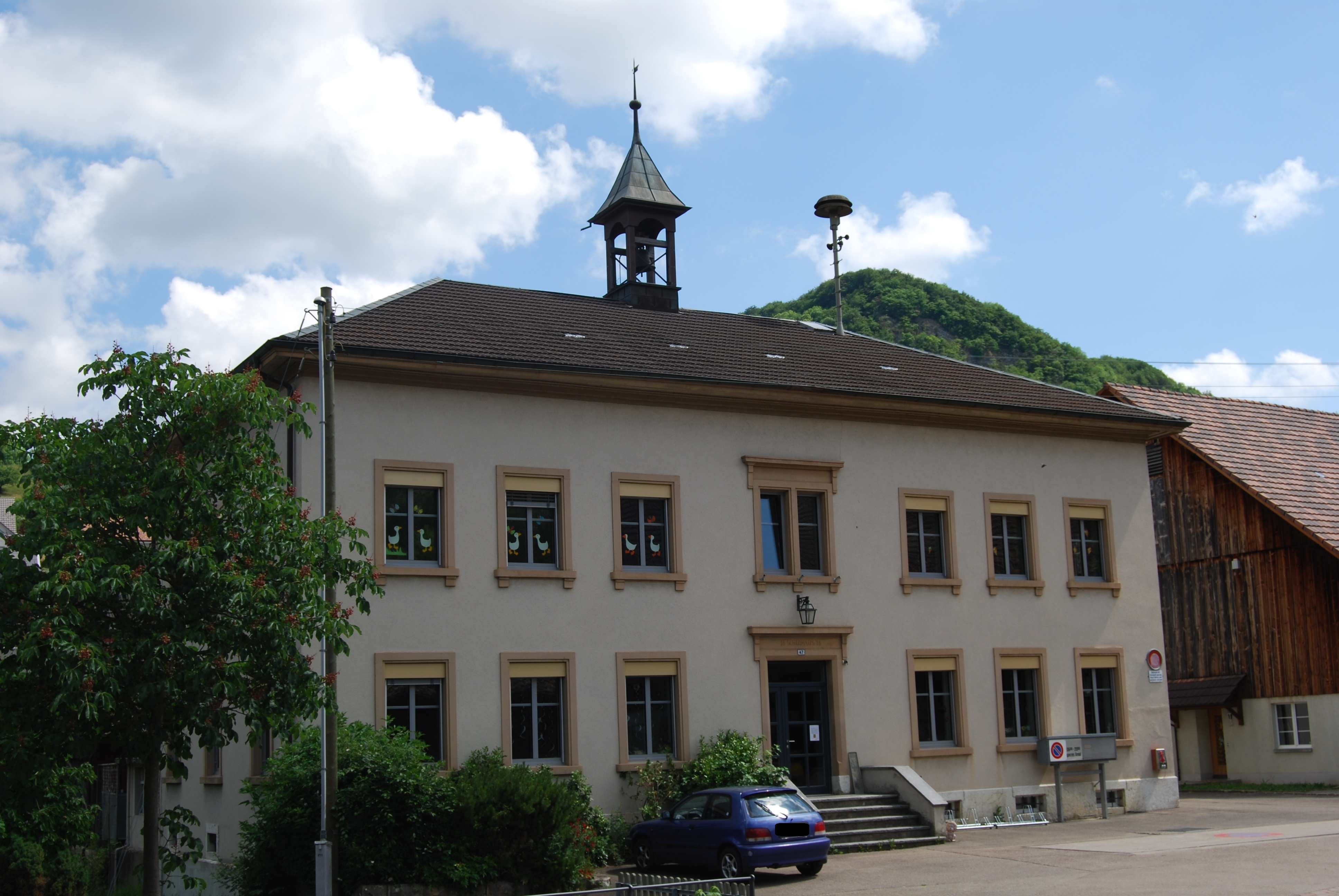
Zeglingen.

Zeglingen är en ort och kommun i distriktet Sissach i kantonen Basel-Landschaft, Schweiz. Kommunen har 521 invånare (2023).